# Masutatsu Ōyama
Masutatsu Ōyama (大山倍達 Ōyama Masutatsu; Gimje, 4 giugno 1923 – Tokyo, 26 aprile 1994) è stato un karateka e scrittore giapponese.
Conosciuto come Mas Oyama e fondatore del Kyokushinkai, il primo e il più influente stile del full contact karate.
Nato come Choi Yeong-eui (최영의; 崔永宜), preferiva essere chiamato Choi Bae-dal (최배달; 崔倍達) per indicare la sua etnia coreana. Un coreano zainichi, ha vissuto gran parte della sua vita in Giappone e successivamente è diventato cittadino giapponese.

## Biografia
Oyama nacque a Gimje, in quella che oggi è la Corea del Sud, all'epoca giapponese. I suoi genitori erano Yanban, (nobili), della regione in cui nacque.  Da ragazzino fu inviato in Manciuria a vivere nella fattoria della sorella. Oyama iniziò a studiare le arti marziali all'età di 9 anni da un coreano che lavorava presso la fattoria. Nell'edizione del suo libro del 1963, intitolato "Cos'è il Karate?" (le prime edizioni furono pubblicate nel 1958 -1962), Oyama non menziona la permanenza alla fattoria o gli allenamenti nelle arti marziali iniziati a 9 anni. Afferma invece di avere appreso la boxe da suo fratello maggiore, preoccupato per la sua debolezza.
Nel 1937, durante la Guerra sino-giapponese, la Corea arruolò i primi aviatori ("Shin"). Nel 1938, Oyama lasciò la Corea e si trasferì in Giappone, ove entrò nella scuola imperiale di aviazione, inseguendo il sogno di divenire a sua volta uno shin.
Nel 1945, al termine della Seconda Guerra Mondiale, Oyama si trasferì a Tokyo dove però attraversò mesi difficili a causa della chiusura dei giapponesi nei confronti degli stranieri. Come ebbe a ricordare lo stesso Oyama "Compresi presto che ero solo un coreano non desiderato. Nessuno mi avrebbe affittato una stanza.". La svolta si ebbe solo quando incontrò la sua futura moglie la cui madre era proprietaria di un dormitorio per studenti.

Nel 1946, Oyama figura tra gli iscritti dell'Università di Waseda. È qui che approccia formalmente al karate, mentre cerca un'attività per lui più realizzativa del judo e del pugilato: "A scuola, studiai pugilato e judo. Un giorno, mentre guardai un allenamento di alcuni studenti di una classe di Karate, ne rimasi colpito. Sentii molta misticità nelle tecniche e nello spirito, diversamente dal pugilato e dal judo.". Oyama entra così nel dojo Shotokan di Gigō Funakoshi, figlio del fondatore dello stile, Gichin Funakoshi. Anche qui, però, i contatti con gli altri giapponesi sono freddi: il coreano Oyama si allena in solitudine. Lasciata la Waseda per l'Università Takushoku dove viene accettato nel dojo shotokan dello stesso Gichin Funakoshi. Dopo due anni di studio presso Funakoshi, Oyama inizia a studiare lo stile Gōjū-ryū insieme ad un altro esule coreano, So Nei Chu, allievo diretto del fondatore dello stile, Chōjun Miyagi.
Sono anni turbolenti, per il giovane Oyama. Da ex pilota, nutre un'avversione viscerale nei confronti della forza d'occupazione US Army. La notte, gira per le strade cercando la rissa con le pattuglie americane. Si unisce poi ad un gruppo politico semi-clandestino interessato agli sviluppi delle tensioni politiche tra USA e URSS che sta portando, nel 1948, alla divisione della Corea in due entità politiche separate.

### Fondazione del Kyokushin
Nel 1953, Oyama aprì a Tokyo un suo dojo di karate chiamandolo "Oyama Dojo"  continuando comunque a viaggiare per il Giappone e per il mondo, dando dimostrazioni, inclusi i famosi combattimenti nei quali metteva K.O dei tori con le proprie mani per un totale di 52 di cui 3 uccidendoli, ed altre in cui frantumava 30 tegole con un colpo solo. Il suo primo dojo fu dislocato fuori Tokyo, in un'area vuota e in seguito, nel 1956, diventò una scuola di balletto. L'"Oyama" sviluppò la reputazione di essere uno stile duro, difficile, intenso nel quale si colpiva forte e finalmente, in una cerimonia del 1957, fu nominato "kyokushin". Nel corso degli anni sviluppò la fama di essere un maestro anche troppo rude in quanto spesso feriva i propri studenti durante le sessioni di allenamento. Come crebbe la reputazione del dojo molti allievi furono attirati ad iscriversi sia dal Giappone che da altre parti ed il numero degli allievi crebbe notevolmente.

### Gli ultimi anni
Prima di morire, Oyama costituì a Tokyo la sede centrale dell'International Karate Organization, Kyokushinkai, una delle prime associazioni mondiali di arti marziali, ramificata in più di 120 paesi, con oltre 10 milioni di membri registrati. In Giappone, furono scritti molti libri da e su di lui, diversi film illustrarono la sua interessante vita, e i comic books narrarono molte delle sue avventure.
Oyama morì all'età di 70 anni, il 26 aprile 1994, di tumore ai polmoni.

## Nella cultura di massa
- Alla vita di Masutatsu Ōyama è dedicato il manga Karate baka ichidai, ideato da Ikki Kajiwara nel 1971.

## Libri
- The Kyokushin Way. ISBN 0-87040-460-1
- What is Karate? ISBN 0-87040-147-5
- This is Karate. ISBN 0-87040-254-4
- Advanced Karate. ASIN B000BQYRBQ
- La via Kyokushin. Roma Edizioni Mediterranee 2002. ISBN 9788827214374
- Karate vitale. Roma Edizioni Mediterranee 1983. ISBN 9788827203255
- Vital Karate. ISBN 2-901551-53-X